# 淘綾郡
- 令制国一覧 > 東海道 > 相模国 > 淘綾郡
- 日本 > 関東地方 > 神奈川県 > 淘綾郡

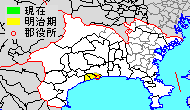
神奈川県淘綾郡の範囲

淘綾郡（ゆるぎぐん）は、神奈川県（相模国）にあった郡。

## 郡域
1878年（明治11年）に行政区画として発足した当時の郡域は、下記の区域にあたる。
- 中郡大磯町（全域）
- 中郡二宮町（全域）
- 平塚市（大字出縄、山下、万田、高根）

相模国で最も面積の小さい郡であったが、大部分が中郡として現存する。

## 歴史
- 古代の律令制下では餘綾郡（よろぎぐん・よろぎのこほり）と表記された。相模国中部、大磯丘陵南側の相模湾沿岸部をその領域とする。近世以降は淘綾郡と表記することが多くなり、明治政府による郡編制の際にもこの表記が採用された。
- 古代餘綾郡の郡衙は現在の大磯町国府本郷付近にあったと推定されている。

### 近代以降の沿革
- 「旧高旧領取調帳」に記載されている明治初年時点での支配は以下の通り。●は村内に寺社領が、○は寺社除地（領主から年貢免除の特権を与えられた土地）が存在。（20村）

| 知行         | 知行               | 村数 | 村名                                                                                          |
| ------------ | ------------------ | ---- | --------------------------------------------------------------------------------------------- |
| 幕府領       | 旗本領             | 10村 | ●虫窪村、●出縄村、○一色村、●国府本郷村、万田村、西ノ久保村、●高根村、○中里村、●山下村、黒岩村 |
| 藩領         | 相模小田原藩       | 3村  | ○川匂村、○大磯宿、東小磯村                                                                    |
| 幕府領・藩領 | 旗本領・小田原藩   | 5村  | ○寺坂村、生沢村、●西小磯村、国府新宿、●山西村                                                 |
| 幕府領・藩領 | 旗本領・武蔵金沢藩 | 1村  | ●二宮村                                                                                       |
| その他       | 寺社領             | 1村  | 高麗寺村                                                                                      |

- 慶應4年（1868年） - 徳川将軍家の府中藩への転封にともなう小田原藩の領地替えにより、金沢藩領以外の全域が小田原藩の管轄となる。
- 明治初年 - 大磯宿が大磯駅に改称。
- 明治2年6月23日（1869年7月31日） - 金沢藩が任知藩事にともない六浦藩に改称。
- 明治4年
  - 7月14日（1871年8月29日） - 廃藩置県により藩領が小田原県、六浦県の管轄となる。
  - 11月14日（1871年12月25日） - 第1次府県統合により、全域が足柄県の管轄となる。
- 1876年（明治9年）4月18日 - 第2次府県統合により、足柄県が神奈川県、静岡県に合併され、当郡は神奈川県の管轄となる。
- 1878年（明治11年）7月22日 - 郡区町村編制法により、行政区画としての淘綾郡が発足。「淘綾大住郡役所」が大磯宿に設置され、大住郡とともに管轄。

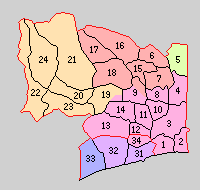
31.大磯町 32.国府村 33.吾妻村 34.山背村（赤：平塚市 紫：大磯町 青：合併なし 1 - 24は大住郡）

- 1889年（明治22年）4月1日 - 町村制の施行により、以下の町村が発足。（1町3村）
  - 大磯町 ← 大磯駅、西小磯村、高麗村、東小磯村（現存）
  - 国府村 ← 生沢村、寺坂村、黒岩村、国府本郷村、虫窪村、国府新宿、西窪村（現・大磯町）
  - 吾妻村 ← 一色村、川匂村、中里村、二宮村、山西村（現・二宮町）
  - 山背村 ← 出縄村、山下村、万田村、高根村（現・平塚市）
- 1896年（明治29年）4月1日 - 淘綾郡と大住郡が廃止され、両郡の区域をもって中郡が発足[1]。

## 行政
大住・淘綾郡長
『神奈川県史 別編1 人物』による。
| 代 | 氏名         | 就任年月日                 | 退任年月日                | 備考                                        |
| -- | ------------ | -------------------------- | ------------------------- | ------------------------------------------- |
| 1  | 山口佐七郎   | 明治11年（1878年）11月18日 | 明治15年（1882年）3月     |                                             |
| 2  | 飯岡頼重     | 明治15年（1882年）3月      | 明治19年（1886年）9月     |                                             |
| 3  | 佐藤喜左衛門 | 明治19年（1886年）9月      | 明治23年（1890年）3月     |                                             |
| 4  | 増田知       | 明治23年（1890年）6月      | 明治24年（1891年）5月     |                                             |
| 5  | 曽根盛鎮     | 明治24年（1891年）5月      | 明治29年（1896年）3月26日 | 大住郡との合併により淘綾郡廃止 中郡長へ転任 |